# Franciszek Dzierzbicki
Franciszek Dzierzbicki herbu Topór (ur. 12 listopada 1766 roku w Kaskach) – sędzia ziemiański warszawski, wojewodzic łęczycki, konsyliarz konfederacji targowickiej ziemi warszawskiej.
Był synem Szymona Dzierzbickiego i jego żony Heleny Walewskiej. Właściciel Żabiej Woli.